# Lepidodactylus
Lepidodactylus — рід геконоподібних ящірок родини геконових (Gekkonidae). Представники цього роду мешкають в Південно-Східній Азії, Австралії і Океанії.

## Види
Рід Lepidodactylus нараховує 44 види:

## Етимологія
Наукова назва роду Lepidodactylus походить від сполучення слів дав.-гр. λεπις — луска і δακτυλος — палець.